# Looking for Sally
Looking for Sally est un film muet américain réalisé par Leo McCarey et sorti en 1925.

## Fiche technique
- Réalisation : Leo McCarey
- Scénario : Leo McCarey, Hal Roach
- Photographie : Len Powers, George Stevens
- Production : Hal Roach
- Pays d'origine :  États-Unis
- Langue : Anglais
- Format : Noir et blanc — 35 mm — 1,33:1 — Son : Mono
- Genre : Comédie
- Durée : 20 minutes
- Dates de sortie : 
  -  États-Unis : 10 mai 1925

## Distribution
- Charley Chase : Jimmy Jump
- Katherine Grant : Sally Kavanaugh
- Noah Young : le détective
- Leo Willis
- Bynunsky Hyman
- John T. Prince
- Rolfe Sedan
- Jack Gavin
- George Rowe
- Sammy Brooks
- Jules Mendel
- Richard Daniels
- William Gillespie
- Ellinor Vanderveer